# Kristín Sesselja
Kristín Sesselja (Reykjavík, 12 oktober 2002), is een IJslandse zangeres. Ze nam deel aan Söngvakeppnin 2023.

## Biografie
Sesselja verwierf voor het eerst bekendheid toen ze in 2016 meedeed aan de IJslandse versie van Holland's Got Talent. Een jaar later bracht ze haar eerste single getiteld Freckles uit. In 2019 ontmoette Sesselja in LungA producent Baldvin Hlysson. Met deze producent bracht ze dat jaar haar debuutalbum getiteld "Breakup Blues" uit. Dit album gaat over de verschillende emoties die komen kijken bij liefdesverdriet. Het album bevat de single "Fuckboys". In 2021 werd Sesselja uitgeroepen tot IJslandse nieuwkomer van het jaar. Een jaar later verhuisde ze naar de Noorse hoofdstad Oslo, waar ze een platencontract tekende bij Balance It Out.
Sesselja werd in 2023 als een van de artiesten aangekondigd van Söngvakeppnin 2023, de IJslandse preselectie voor het Eurovisiesongfestival 2023. Ze trad hier aan met het nummer “Óbyggðir”. Ondanks dat ze bij songfestival fansite Wiwibloggs een publieksfavoriet was, wist ze zich niet te plaatsen voor de finale.
In 2024 bracht Sesselja de single "Nothing Hurts Like the First" uit.

## Discografie

### Albums
| Jaar | Titel         |
| ---- | ------------- |
| 2020 | Breakup Blues |

### Singles
| Jaar | Titel                          |
| ---- | ------------------------------ |
| 2017 | "Freckles"                     |
| 2019 | "Someone Else"                 |
| 2019 | "Pothos"                       |
| 2020 | "What Would I Do Without You?" |
| 2020 | "Secret"                       |
| 2020 | "Type"                         |
| 2020 | "Fuckboys"                     |
| 2021 | “W.A.I.S.T.D.”                 |
| 2021 | Perfect For Me                 |
| 2021 | "Með ɓér"                      |
| 2022 | "Rectangular Bathroom Tiles"   |
| 2023 | "Óbyggðir"                     |
| 2023 | “I'm Still Me”                 |
| 2023 | "Terrified"                    |
| 2024 | “Nothing Hurts Like the First” |
| 2024 | "Exit Plan"                    |